# Celosia gnaphaloides
Celosia gnaphaloides är en amarantväxtart som beskrevs av Carl von Linné d.y.. Celosia gnaphaloides ingår i släktet celosior, och familjen amarantväxter. Inga underarter finns listade i Catalogue of Life.